# بوبي ليفين
بوبي ليفين (بالإنجليزية: Bobby Levin)‏ هو لاعب الجسر ‏ أمريكي، ولد في 19 نوفمبر 1957.